# Eleições autárquicas portuguesas de 1993 no distrito de Vila Real
| Eleições autárquicas portuguesas de 1993 Distritos: Aveiro \| Beja \| Braga \| Bragança \| Castelo Branco \| Coimbra \| Évora \| Faro \| Guarda \| Leiria \| Lisboa \| Portalegre \| Porto \| Santarém \| Setúbal \| Viana do Castelo \| Vila Real \| Viseu \| Açores \| Madeira |

## Resultados por concelho
Os resultados nos concelhos do distrito de Vila Real foram os seguintes:

### Alijó
| Partido                 | Partido                        | Votos  | %               | +/-   | Vereadores | +/-     |
| ----------------------- | ------------------------------ | ------ | --------------- | ----- | ---------- | ------- |
|                         | Partido Socialista             | 3 900  | 38,50 / 100,00  | 4,04  | 3 / 7      | Estável |
|                         | Partido Social Democrata       | 3 681  | 36,33 / 100,00  | 11,77 | 3 / 7      | 1       |
|                         | Partido Popular                | 1 929  | 19,04 / 100,00  | -     | 1 / 7      | -       |
|                         | Coligação Democrática Unitária | 181    | 1,79 / 100,00   | 2,55  | 0 / 7      | Estável |
| Votos Inválidos         | Votos Inválidos                | 440    | 4,34 / 100,00   | 0,68  |            |         |
| Total                   | Total                          | 10 131 | 100,00 / 100,00 |       | 7 / 7      |         |
| Eleitorado/Participação | Eleitorado/Participação        | 14 293 | 70,88 / 100,00  | 1,77  |            |         |

### Boticas
| Partido                 | Partido                        | Votos | %               | +/-  | Vereadores | +/-     |
| ----------------------- | ------------------------------ | ----- | --------------- | ---- | ---------- | ------- |
|                         | Partido Social Democrata       | 2 827 | 57,85 / 100,00  | 2,46 | 3 / 5      | Estável |
|                         | Partido Socialista             | 1 721 | 35,22 / 100,00  | 1,64 | 2 / 5      | Estável |
|                         | Partido Popular                | 95    | 1,94 / 100,00   | -    | 0 / 5      | -       |
|                         | Coligação Democrática Unitária | 41    | 0,84 / 100,00   | 2,29 | 0 / 5      | Estável |
| Votos Inválidos         | Votos Inválidos                | 203   | 4,15 / 100,00   | 0,48 |            |         |
| Total                   | Total                          | 4 887 | 100,00 / 100,00 |      | 5 / 5      |         |
| Eleitorado/Participação | Eleitorado/Participação        | 7 489 | 65,26 / 100,00  | 0,68 |            |         |

### Chaves
| Partido                 | Partido                        | Votos  | %               | +/-  | Vereadores | +/-     |
| ----------------------- | ------------------------------ | ------ | --------------- | ---- | ---------- | ------- |
|                         | Partido Socialista             | 14 622 | 54,42 / 100,00  | 6,68 | 4 / 7      | Estável |
|                         | Partido Social Democrata       | 9 601  | 35,74 / 100,00  | 7,90 | 3 / 7      | Estável |
|                         | Partido Popular                | 1 331  | 4,95 / 100,00   | 2,05 | 0 / 7      | Estável |
|                         | Coligação Democrática Unitária | 362    | 1,35 / 100,00   | 0,63 | 0 / 7      | Estável |
| Votos Inválidos         | Votos Inválidos                | 951    | 3,54 / 100,00   | 0,20 |            |         |
| Total                   | Total                          | 26 867 | 100,00 / 100,00 |      | 7 / 7      |         |
| Eleitorado/Participação | Eleitorado/Participação        | 42 136 | 63,76 / 100,00  | 1,55 |            |         |

### Mesão Frio
| Partido                 | Partido                        | Votos | %               | +/-   | Vereadores | +/-     |
| ----------------------- | ------------------------------ | ----- | --------------- | ----- | ---------- | ------- |
|                         | Partido Social Democrata       | 2 168 | 62,05 / 100,00  | 22,23 | 3 / 5      | 1       |
|                         | Partido Socialista             | 1 167 | 33,40 / 100,00  | 6,15  | 2 / 5      | Estável |
|                         | Coligação Democrática Unitária | 32    | 0,92 / 100,00   | 0,55  | 0 / 5      | Estável |
| Votos Inválidos         | Votos Inválidos                | 127   | 3,63 / 100,00   | 0,62  |            |         |
| Total                   | Total                          | 3 494 | 100,00 / 100,00 |       | 5 / 5      |         |
| Eleitorado/Participação | Eleitorado/Participação        | 4 643 | 75,25 / 100,00  | 0,17  |            |         |

### Mondim de Basto
| Partido                 | Partido                        | Votos | %               | +/-  | Vereadores | +/-     |
| ----------------------- | ------------------------------ | ----- | --------------- | ---- | ---------- | ------- |
|                         | Partido Popular                | 2 315 | 46,05 / 100,00  | 1,99 | 3 / 5      | Estável |
|                         | Partido Social Democrata       | 1 762 | 35,05 / 100,00  | 2,54 | 2 / 5      | Estável |
|                         | Partido Socialista             | 694   | 13,81 / 100,00  | 4,24 | 0 / 5      | Estável |
|                         | Coligação Democrática Unitária | 58    | 1,15 / 100,00   | 0,10 | 0 / 5      | Estável |
|                         | PCTP/MRPP                      | 33    | 0,66 / 100,00   | 0,12 | 0 / 5      | Estável |
| Votos Inválidos         | Votos Inválidos                | 165   | 3,28 / 100,00   | 0,27 |            |         |
| Total                   | Total                          | 5 027 | 100,00 / 100,00 |      | 5 / 5      |         |
| Eleitorado/Participação | Eleitorado/Participação        | 7 605 | 66,10 / 100,00  | 3,33 |            |         |

### Montalegre
| Partido                 | Partido                        | Votos  | %               | +/-  | Vereadores | +/-     |
| ----------------------- | ------------------------------ | ------ | --------------- | ---- | ---------- | ------- |
|                         | Partido Socialista             | 5 176  | 50,88 / 100,00  | 3,77 | 4 / 7      | Estável |
|                         | Partido Social Democrata       | 4 542  | 44,65 / 100,00  | 1,37 | 3 / 7      | Estável |
|                         | Partido Popular                | 105    | 1,03 / 100,00   | 3,04 | 0 / 7      | Estável |
|                         | Coligação Democrática Unitária | 50     | 0,49 / 100,00   | 1,24 | 0 / 7      | Estável |
| Votos Inválidos         | Votos Inválidos                | 300    | 2,95 / 100,00   | 0,86 |            |         |
| Total                   | Total                          | 10 173 | 100,00 / 100,00 |      | 7 / 7      |         |
| Eleitorado/Participação | Eleitorado/Participação        | 15 574 | 65,32 / 100,00  | 0,04 |            |         |

### Murça
| Partido                 | Partido                        | Votos | %               | +/-  | Vereadores | +/-     |
| ----------------------- | ------------------------------ | ----- | --------------- | ---- | ---------- | ------- |
|                         | Partido Social Democrata       | 2 294 | 44,49 / 100,00  | 1,37 | 2 / 5      | 1       |
|                         | Partido Socialista             | 1 625 | 31,52 / 100,00  | 6,31 | 2 / 5      | 1       |
|                         | Partido Popular                | 1 015 | 19,69 / 100,00  | 3,62 | 1 / 5      | Estável |
|                         | Coligação Democrática Unitária | 38    | 0,74 / 100,00   | 0,97 | 0 / 5      | Estável |
| Votos Inválidos         | Votos Inválidos                | 184   | 3,57 / 100,00   | 0,35 |            |         |
| Total                   | Total                          | 5 156 | 100,00 / 100,00 |      | 5 / 5      |         |
| Eleitorado/Participação | Eleitorado/Participação        | 7 324 | 70,40 / 100,00  | 1,88 |            |         |

### Peso da Régua
| Partido                 | Partido                        | Votos  | %               | +/-   | Vereadores | +/-     |
| ----------------------- | ------------------------------ | ------ | --------------- | ----- | ---------- | ------- |
|                         | Partido Social Democrata       | 5 822  | 51,03 / 100,00  | 8,49  | 4 / 7      | 1       |
|                         | Partido Socialista             | 4 193  | 36,75 / 100,00  | 3,26  | 3 / 7      | Estável |
|                         | Partido Popular                | 764    | 6,70 / 100,00   | 12,20 | 0 / 7      | 1       |
|                         | Coligação Democrática Unitária | 251    | 2,20 / 100,00   | 0,15  | 0 / 7      | Estável |
| Votos Inválidos         | Votos Inválidos                | 378    | 3,31 / 100,00   | 0,29  |            |         |
| Total                   | Total                          | 11 408 | 100,00 / 100,00 |       | 7 / 7      |         |
| Eleitorado/Participação | Eleitorado/Participação        | 17 358 | 65,72 / 100,00  | 2,90  |            |         |

### Ribeira de Pena
| Partido                 | Partido                        | Votos | %               | +/-  | Vereadores | +/-     |
| ----------------------- | ------------------------------ | ----- | --------------- | ---- | ---------- | ------- |
|                         | Partido Social Democrata       | 2 337 | 48,06 / 100,00  | 1,74 | 3 / 5      | Estável |
|                         | Partido Socialista             | 1 956 | 40,22 / 100,00  | 0,08 | 2 / 5      | Estável |
|                         | Partido Popular                | 355   | 7,30 / 100,00   | -    | 0 / 5      | -       |
|                         | Coligação Democrática Unitária | 56    | 1,15 / 100,00   | 3,83 | 0 / 5      | Estável |
| Votos Inválidos         | Votos Inválidos                | 159   | 3,27 / 100,00   | 1,64 |            |         |
| Total                   | Total                          | 4 863 | 100,00 / 100,00 |      | 5 / 5      |         |
| Eleitorado/Participação | Eleitorado/Participação        | 7 594 | 64,04 / 100,00  | 5,07 |            |         |

### Sabrosa
| Partido                 | Partido                        | Votos | %               | +/-  | Vereadores | +/-     |
| ----------------------- | ------------------------------ | ----- | --------------- | ---- | ---------- | ------- |
|                         | Partido Socialista             | 2 754 | 53,59 / 100,00  | 4,54 | 3 / 5      | Estável |
|                         | Partido Social Democrata       | 2 079 | 40,46 / 100,00  | 4,44 | 2 / 5      | Estável |
|                         | Coligação Democrática Unitária | 95    | 1,85 / 100,00   | 0,13 | 0 / 5      | Estável |
| Votos Inválidos         | Votos Inválidos                | 211   | 4,11 / 100,00   | 0,05 |            |         |
| Total                   | Total                          | 5 139 | 100,00 / 100,00 |      | 5 / 5      |         |
| Eleitorado/Participação | Eleitorado/Participação        | 7 144 | 71,93 / 100,00  | 1,58 |            |         |

### Santa Marta de Penaguião
| Partido                 | Partido                        | Votos | %               | +/-  | Vereadores | +/-     |
| ----------------------- | ------------------------------ | ----- | --------------- | ---- | ---------- | ------- |
|                         | Partido Socialista             | 3 632 | 57,02 / 100,00  | 1,24 | 3 / 5      | Estável |
|                         | Partido Social Democrata       | 2 243 | 35,21 / 100,00  | 2,71 | 2 / 5      | Estável |
|                         | Partido Popular                | 193   | 3,03 / 100,00   | -    | 0 / 5      | -       |
|                         | Coligação Democrática Unitária | 75    | 1,18 / 100,00   | 0,01 | 0 / 5      | Estável |
| Votos Inválidos         | Votos Inválidos                | 227   | 3,56 / 100,00   | 0,93 |            |         |
| Total                   | Total                          | 6 370 | 100,00 / 100,00 |      | 5 / 5      |         |
| Eleitorado/Participação | Eleitorado/Participação        | 8 732 | 72,95 / 100,00  | 1,91 |            |         |

### Valpaços
| Partido                 | Partido                        | Votos  | %               | +/-  | Vereadores | +/-     |
| ----------------------- | ------------------------------ | ------ | --------------- | ---- | ---------- | ------- |
|                         | Partido Social Democrata       | 7 336  | 56,38 / 100,00  | 3,07 | 5 / 7      | Estável |
|                         | Partido Socialista             | 2 502  | 19,23 / 100,00  | 1,28 | 1 / 7      | Estável |
|                         | Partido Popular                | 1 612  | 12,39 / 100,00  | 0,54 | 1 / 7      | Estável |
|                         | Coligação Democrática Unitária | 672    | 5,16 / 100,00   | 3,69 | 0 / 7      | Estável |
| Votos Inválidos         | Votos Inválidos                | 890    | 6,84 / 100,00   | 1,19 |            |         |
| Total                   | Total                          | 13 012 | 100,00 / 100,00 |      | 7 / 7      |         |
| Eleitorado/Participação | Eleitorado/Participação        | 21 739 | 59,86 / 100,00  | 2,29 |            |         |

### Vila Pouca de Aguiar
| Partido                 | Partido                        | Votos  | %               | +/-   | Vereadores | +/-     |
| ----------------------- | ------------------------------ | ------ | --------------- | ----- | ---------- | ------- |
|                         | Partido Socialista             | 4 838  | 50,95 / 100,00  | 27,17 | 4 / 7      | 2       |
|                         | Partido Social Democrata       | 3 299  | 34,74 / 100,00  | 12,93 | 3 / 7      | 1       |
|                         | Partido Popular                | 843    | 8,88 / 100,00   | 9,73  | 0 / 7      | 1       |
|                         | Coligação Democrática Unitária | 108    | 1,14 / 100,00   | 4,11  | 0 / 7      | Estável |
| Votos Inválidos         | Votos Inválidos                | 407    | 4,29 / 100,00   | 0,41  |            |         |
| Total                   | Total                          | 9 495  | 100,00 / 100,00 |       | 7 / 7      |         |
| Eleitorado/Participação | Eleitorado/Participação        | 15 901 | 59,71 / 100,00  | 1,32  |            |         |

### Vila Real
| Partido                 | Partido                        | Votos  | %               | +/-   | Vereadores | +/-     |
| ----------------------- | ------------------------------ | ------ | --------------- | ----- | ---------- | ------- |
|                         | Partido Social Democrata       | 11 586 | 41,58 / 100,00  | 1,38  | 3 / 7      | Estável |
|                         | Partido Socialista             | 10 731 | 38,51 / 100,00  | 13,60 | 3 / 7      | 1       |
|                         | Partido Popular                | 3 456  | 12,40 / 100,00  | 10,87 | 1 / 7      | 1       |
|                         | Coligação Democrática Unitária | 1 131  | 4,06 / 100,00   | 0,85  | 0 / 7      | Estável |
| Votos Inválidos         | Votos Inválidos                | 963    | 3,46 / 100,00   | 0,48  |            |         |
| Total                   | Total                          | 27 867 | 100,00 / 100,00 |       | 7 / 7      |         |
| Eleitorado/Participação | Eleitorado/Participação        | 41 210 | 67,62 / 100,00  | 1,65  |            |         |